# 中川低地の河畔砂丘群

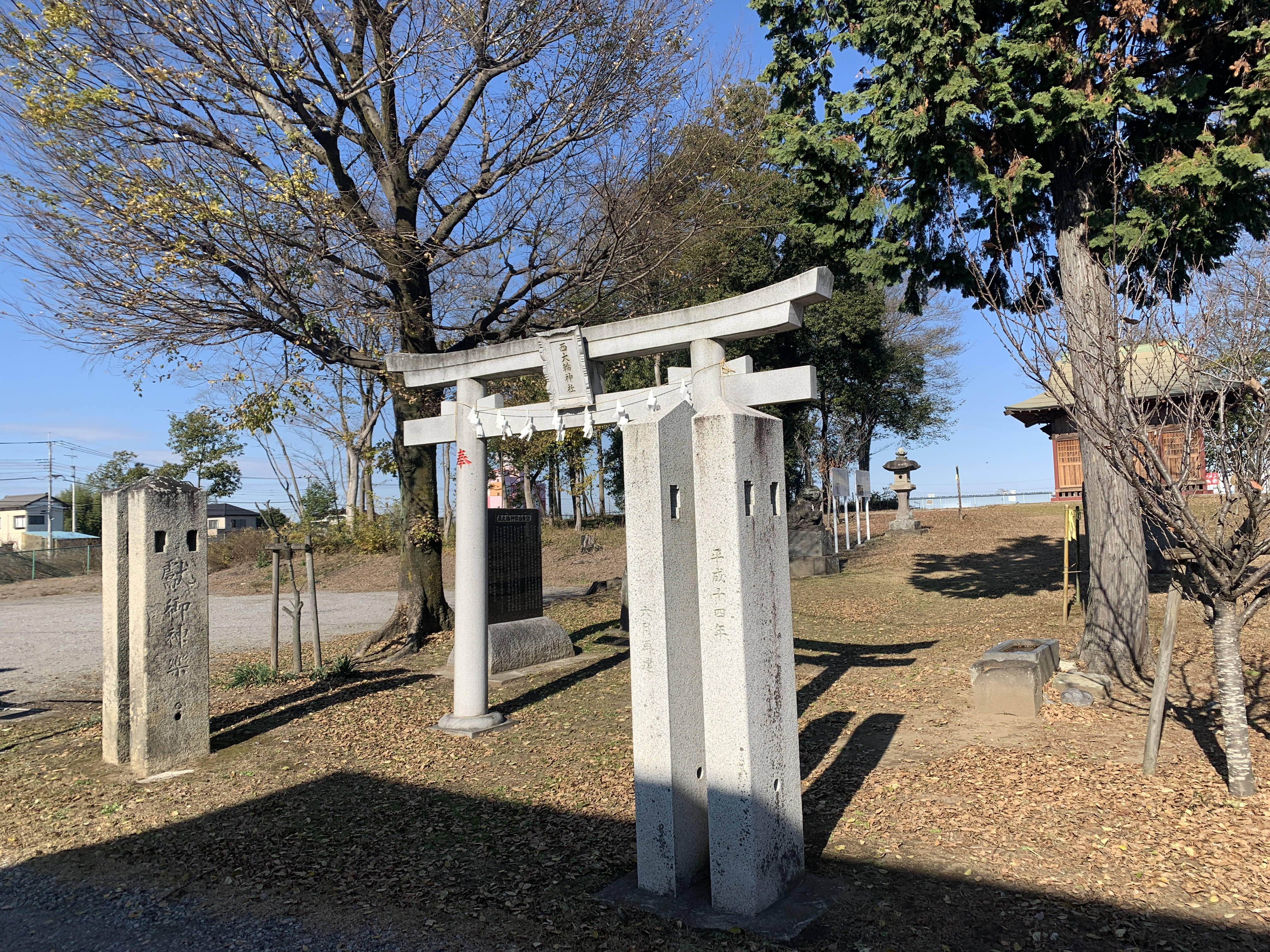
西大輪神社と鷲宮砂丘

中川低地の河畔砂丘群（なかがわていちのかはんさきゅうぐん）は、埼玉県利根地域から東部にかけて所在する河畔砂丘。一部が埼玉県指定天然記念物となっている。

## 概要
浅間山や榛名山の噴火による火山灰由来の砂が利根川を流下し、埼玉県利根地域の旧利根川流路（会の川など）周辺にあたる中川低地には現在の羽生市から越谷市にかけての範囲で河畔砂丘が形成された。砂が採取されて規模は縮小した場所があるものの、複数の砂丘が現存している。2014年（平成26年）に志多見砂丘が、2016年（平成28年）に浜川戸・西大輪砂丘が、2017年（平成29年）には桑崎・高野砂丘が埼玉県指定天然記念物になった。

## 砂丘群
羽生市
- 桑崎砂丘（新郷砂丘）
  - 2017年に埼玉県指定天然記念物[2][3]。会の川周辺。
- 岩瀬砂丘
  - 河畔砂丘に岩瀬砂丘の一部の写真がある。
- 砂山砂丘
- 須影砂丘

加須市
- 志多見砂丘
  - 2014年に埼玉県指定天然記念物。加須市名勝。加須市志多見県自然環境保全地域。会の川北側周辺。
- 久下砂丘（南篠崎砂丘）
- 飯積砂丘
  - 北川辺地域、合の川南側周辺。
- 原道砂丘

久喜市
- 高柳砂丘
- 西大輪砂丘（鷲宮砂丘）
  - 2016年に埼玉県指定天然記念物[4]。旧利根川（現：葛西用水路［古利根川］）東側周辺。
- 青毛砂丘

北葛飾郡杉戸町
- 高野砂丘
  - 2017年に埼玉県指定天然記念物[2]。旧利根川（現：大落古利根川）東側周辺。

春日部市
- 小淵砂丘
- 浜川戸砂丘
  - 2016年に埼玉県指定天然記念物[5]。古隅田川蛇行流路跡東側周辺。
- 藤塚砂丘

北葛飾郡松伏町
- 松伏砂丘
- 上赤岩砂丘

さいたま市岩槻区
- 長宮砂丘

越谷市
- 袋山砂丘
- 大林砂丘
- 北越谷砂丘
- 東越谷砂丘
- 大相模砂丘